# Colloquia Germanica Stetinensia
Colloquia Germanica Stetinesia – czasopismo naukowe redagowane przez germanistów szczecińskich. Ukazuje się raz w roku.

## Historia
Do r. 2015 funkcjonowało pod nazwą „Zeszyty Naukowe Uniwersytetu Szczecińskiego. Colloquia Germanica Stetinesia”. Twórcą i pierwszym redaktorem naczelnym (1987) był docent dr Karol Koczy. Później funkcję redaktora naczelnego pełnił prof. Ryszard Lipczuk. Obecnie redakcją czasopisma zajmują się: prof. Dorota Sośnicka (dział literaturoznawczy) i prof. Anna Pilarski (dział językoznawczy). W roku 2024 ukazał się 33. tom rocznika.

## Profil czasopisma
Publikowane są artykuły oraz recenzje (jako artykuły recenzyjne) z zakresu literaturoznawstwa germanistycznego, językoznawstwa, kulturoznawstwa, translatoryki, glottodydaktyki. Wersja papierowa jest wersją pierwotną wobec wersji elektronicznej. Autorami są głównie germaniści polscy, rzadziej germaniści z Niemiec i innych krajów. Czasopismo wpisane jest na listę czasopism punktowanych Ministerstwa Edukacji i Nauki z ilością 70 punktów.

## Bazy referencyjne
- DOAJ (Directory of Open Access Journals)
- ABSCO
- European Reference Index for the Humanities and Social Sciences (ERIH PLUS)
- Central and Eastern European Online Library (CEEOL)
- The Central European Journal of Social Sciences and Humanities (CEJSH)
- Index Copernicus
- BazHum
- Elektronische Zeitschriftenbibliothek